# روتسپیتس
روتسپیتس (به لاتین: Rotspitz) یک کوه در لیختن‌اشتاین است که در Landquart Region واقع شده‌است. روتسپیتس ۲٬۱۲۷ متر بالاتر از سطح دریا واقع شده‌است.